# Copa Europeia/Sul-Americana de 1985
A Copa Europeia/Sul-Americana de 1985, também conhecida como Copa Toyota e Copa Intercontinental, foi a 24.ª edição da competição, disputada na cidade de Tóquio no Japão em 8 de dezembro de 1985. O confronto envolveu o Argentinos Juniors da Argentina, campeão da Taça Libertadores da América e a Juventus da Itália, campeão da Liga dos Campeões da UEFA.
Em 27 de outubro de 2017, após uma reunião realizada na Índia, o Conselho da FIFA reconheceu os vencedores da Copa Intercontinental como campeões mundiais.

## História
Depois de doze anos, a Juventus voltava à Copa Intercontinental, dessa fez em um novo formato, em jogo único, no Japão. A equipe havia vencido o Liverpool na final da Taça dos Clubes Campeões Europeus de 1984–85 por 1 a 0. Já o Argentino Juniors, disputava a competição pela primeira fez, depois da conquista da sua primeira Copa Libertadores da América, em 1985 contra o América de Cali nos pênaltis.

### A decisão
A equipe argentina abriu o placar com Ereros, aos 55´. Platini, de pênalti, empatou aos 63´. José Antonio Castro deixou os argentinos na frente novamente aos 75´, mas Michael Laudrup empatou de novo, aos 82´. Depois de uma prorrogação sem gols, as equipes foram para as penalidades e a Juventus venceu por 4 a 2. Platini foi eleito o homem do jogo.

## Clubes Participantes
| Confederação | Equipe             | Classificação                                           | Participação |
| ------------ | ------------------ | ------------------------------------------------------- | ------------ |
| CONMEBOL     | Argentinos Juniors | Campeão da Copa Libertadores da América de 1985         | 1ª           |
| UEFA         | Juventus           | Campeão da Taça dos Clubes Campeões Europeus de 1984–85 | 2ª           |

## Chaveamento
|  | A Classificação[NOTA]    | A Classificação[NOTA] | A Classificação[NOTA] | A Classificação[NOTA] |   |                | Copa Intercontinental | Copa Intercontinental | Copa Intercontinental | Copa Intercontinental |
|  |                          |                       |                       |                       |   |                |                       |                       |                       |                       |
|  | Juventus                 | 1                     | –                     | –                     |   |                |                       |                       |                       |                       |
|  | Liverpool                | 0                     | –                     | –                     |   |                |                       |                       |                       |                       |
|  | Liverpool                | 0                     | –                     | –                     |   | Juventus (pen) | 2                     | (4)                   | –                     |                       |
|  |                          |                       |                       |                       |   | Juventus (pen) | 2                     | (4)                   | –                     |                       |
|  |                          | Argentinos Juniors    | 2                     | (2)                   | – |                |                       |                       |                       |                       |
|  | Argentinos Juniors (pen) | Argentinos Juniors    | 2                     | (2)                   | – | 1              | 0                     | (5)                   |                       |                       |
|  | Argentinos Juniors (pen) |                       |                       |                       |   | 1              | 0                     | (5)                   |                       |                       |
|  | América de Cali          | 0                     | 1                     | (4)                   |   |                |                       |                       |                       |                       |

Notas
- NOTA^  Essas partidas não foram realizadas pela Copa Intercontinental. Ambas as partidas foram realizadas pelas finais da Liga dos Campeões da Europa e Copa Libertadores da América daquele ano.

## Final
| 8 de dezembro de 1985 | Juventus                     | 2 – 2 | Argentinos Juniors      | Estádio Nacional , Tóquio, Japão     |
|                       | Platini 63pen' · Laudrup 82' |       | Ereros 55' · Castro 75' | Público: 62,000 Árbitro: Volker Roth |

|                                     |     | Penalidades                 |  |
| Brio Cabrini Serena Laudrup Platini | 4–2 | Olguín Batista López Pavoni |  |

| Juventus | Argentinos Juniors |

|                     |    |                  |  |     |
|                     |    |                  |  |     |
| GK                  | 1  | Stefano Tacconi  |  |     |
| DF                  | 2  | Luciano Favero   |  |     |
| DF                  | 3  | Antonio Cabrini  |  |     |
| MF                  | 4  | Massimo Bonini   |  |     |
| DF                  | 5  | Sergio Brio      |  |     |
| DF                  | 6  | Gaetano Scirea   |  | 64' |
| MF                  | 7  | Massimo Mauro    |  | 78' |
| MF                  | 8  | Mario Videla     |  |     |
| FW                  | 9  | Aldo Serena      |  |     |
| MF                  | 10 | Michel Platini   |  |     |
| FW                  | 11 | Michael Laudrup  |  |     |
| Substitutos:        |    |                  |  |     |
| DF                  | 13 | Stefano Pioli    |  | 64' |
| FW                  | 16 | Massimo Briaschi |  | 78' |
| Técnico:            |    |                  |  |     |
| Giovanni Trapattoni |    |                  |  |     |

|              |    |                     |  |      |
|              |    |                     |  |      |
| GK           | 1  | Enrique Vidallé     |  |      |
| DF           | 2  | José Luis Pavoni    |  |      |
| DF           | 3  | Adrián Domenech     |  |      |
| DF           | 4  | Carmelo Villalba    |  |      |
| MF           | 5  | Sergio Batista      |  |      |
| MF           | 6  | Jorge Olguín        |  |      |
| FW           | 7  | José Antonio Castro |  |      |
| MF           | 8  | Mario Videla        |  |      |
| FW           | 9  | Claudio Borghi      |  |      |
| MF           | 10 | Emilio Commisso     |  | 82'  |
| FW           | 11 | Carlos Ereros       |  | 117' |
| Substitutos: |    |                     |  |      |
| MF           | 14 | Juan José López     |  | 117' |
| MF           | 16 | Renato Corsi        |  | 82'  |
| Técnico:     |    |                     |  |      |
| José Yudica  |    |                     |  |      |

Homem do Jogo:

Michel Platini (Juventus)

## Campeão
| Copa Européia/Sul-Americana de 1985 |
| ----------------------------------- |
| Juventus 1º Título                  |